# Glad All Over
Glad All Over is een nummer van The Dave Clark Five, een Engelse popgroep uit de jaren zestig van de twintigste eeuw. De single, uitgebracht in november 1963, bracht het tot de eerste plaats in Groot-Brittannië (het verdrong in januari 1964 I Want to Hold Your Hand van The Beatles van die plaats) en de zesde plaats in de VS. Daarmee was The Dave Clark Five de eerste groep van de  ‘British Invasion’ na The Beatles die een hit scoorde in de Verenigde Staten.
Ook in andere landen was het nummer een succes. Het bereikte de eerste plaats in Ierland, de derde plaats in Australië en de tweede plaats in Canada. In Nederland steeg het tot de vierde en in Duitsland tot de zestiende plaats.
In 1993 werd het nummer opnieuw uitgebracht als cd-single, in combinatie met Good Old Rock ’n ’Roll en Having a Wild Weekend. De plaat bracht het tot nummer 37 in de Britse hitparade.
Het nummer staat op naam van Mike Smith en Dave Clark. Het nummer wordt gedragen door de drums van Dave Clark en de saxofoon van Denis Payton. Elke regel wordt ingezet door de zanger Mike Smith, waarna de rest van de groep invalt. Opvallend is het overvloedige gebruik van echo-effecten.

## Tracklist

### 7" Single
Columbia 7154
1. "Glad all over"
2. "I know you"

## Hitnoteringen
| Glad all over              | Glad all over         | Glad all over | Glad all over | Glad all over | Glad all over | Glad all over | Glad all over | Glad all over | Glad all over | Glad all over | Glad all over | Glad all over |
| Hitlijst                   | Datum van binnenkomst | Week:         | 1             | 2             | 3             | 4             | 5             | 6             | 7             | 8             | 9             |               |
| -------------------------- | --------------------- | ------------- | ------------- | ------------- | ------------- | ------------- | ------------- | ------------- | ------------- | ------------- | ------------- | ------------- |
| Tijd Voor Teenagers Top 10 | 15-2-1964             | Positie:      | 7             | 4             | 5             | 5             | 5             | 4             | 5             | 6             | 7             | uit           |

#### NPO Radio 2 Top 2000
| Nummer met noteringen in de NPO Radio 2 Top 2000 | '99 | '00  | '01  | '02  | '03  | '04  | '05  | '06  | '07 | '08  |
| ------------------------------------------------ | --- | ---- | ---- | ---- | ---- | ---- | ---- | ---- | --- | ---- |
| Glad All Over                                    | 911 | 1258 | 1142 | 1845 | 1202 | 1630 | 1757 | 1972 | -   | 1872 |

1. ↑  Een '-' betekent dat het nummer niet was genoteerd en een vetgedrukt getal geeft de hoogste notering aan.
2. ↑  Deze tabel is bijgewerkt tot en met de laatste editie (2024).

## Gebruik als voetbalhymne
Het lied wordt als voetbalhymne gebruikt door Crystal Palace FC uit Londen, Blackpool FC uit de gelijknamige plaats, Rotherham United FC uit Rotherham en Port Vale FC uit Stoke-on-Trent. Ook bij de rugbyclub Pontypridd RFC uit Pontypridd wordt het lied regelmatig ten gehore gebracht.

## Coverversies
Quiet Riot speelde het nummer op zijn eerste album Quiet Riot uit 1977.
Suzi Quatro zette het nummer op haar album Rock Hard uit 1980. Het is ook uitgekomen als single en was een klein hitje (nummer 70) in Duitsland.
In 1991 verscheen de lp Sasquatch: The Man, The Myth, The Compilation (Kirbdog Records KD-002) met nummers van diverse artiesten. Een van de twee bijdragen van NoMeansNo aan deze lp is een coverversie van Glad All Over.
Het nummer staat op de maxisingle Together van de Pet Shop Boys (2010).
Er bestaan ook coverversies van Hush (1974), The Dead End Kids (1977), The Rezillos (1978), Donnie Iris & The Cruisers (1982), TT Quick (1986) en The Budget Girls (1997).
In 1965 kwam de Argentijnse groep Los Buhos met een Spaanse versie: Alegria por todas partes. (Op de achterkant staat Ocho dias a la semana, een cover van Eight Days a Week van The Beatles.)
Het nummer is live uitgevoerd door Bon Jovi en Claude François.
Glad All Over van Carl Perkins is een ander nummer. Een coverversie daarvan staat op de dubbel-cd Live at the BBC van The Beatles.